# Rhipidia (Rhipidia) sigilloides
Rhipidia (Rhipidia) sigilloides is een tweevleugelige uit de familie steltmuggen (Limoniidae). De soort komt voor in het Afrotropisch gebied.